# سنو (عائلة)
عائلة سنو هي عائلة لبنانية تعتبر  من أقدم العائلات في البيروتيه يقال أن نسبها يرجع لقائد طارق بن زياد.تنتشر عائلة سنو في العاصمة اللبنانية بيروت وضواحيها ويتواجدون في الشويفات، عرمون، بشامون و صيدا وفي بعض المدن السورية مثل دمشق وحلب وفي الأردن وخاصة عمان

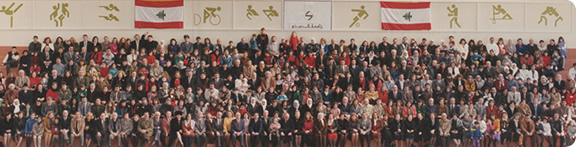
عائلة سنو في حفل لهم